# Premi de periodisme d'investigació Ramon Barnils
El Premi de periodisme d'investigació Ramon Barnils és un guardó que premia treballs inèdits escrits en català sobre temes econòmics, polítics, socials o culturals, sempre des del vessant del periodisme d'investigació. Des de 1986 va ser un dels Premis Octubre i era convocat per la revista El Temps. Des de 2011 va rebre el nom Ramon Barnils, en homenatge al periodista Ramon Barnils i Folguera. L'any 2009 va desaparèixer de la llista de Premis Octubre i el 2015 va ser recuperat pel Grup de Periodistes Ramon Barnils.
A partir de 2017 consta de tres categories: obra inèdita, obra publicada i obra publicada en mitjans locals i comarcals.

## Guardonats
- 1986 - Jaume Fernández i Calvet per L'Ertzaintza, policía de substitució.
- 2001 - Antoni Batista per Lladres o policies.
- 2002 - Jordi Sebastià i Talavera per El president, les falleres, l'horta i la carretera.
- 2003 - Marc Roma i Roger Palà per Presons adolescents.
- 2004
- 2005 - Josep Víctor Gay amb Manuel Azaña que estàs en el cel.
- 2006 - Alfons Llorenç i Gadea, per Una història silenciada de la ràdio.[1]
- 2007 - desert
- 2008 - Mario Reyes, per La València de Hitler.
- 2015 - Sandra Vicente, Gabriel Ubieto i Alba Crespo, per Els ultres prenen partit.[2]
- 2016 - Guillem Sánchez, Jesús G. Albalat i Maria Jesús Ibáñez, per El cas dels Maristes (categoria obra publicada). En obra inèdita, desert.[3]
- 2017 - Ferran Moreno i Judit Pastor en la categoria d'obra publicada, per l'article Contractes a l'ombra. Rafa Marrasé pel treball sobre les despeses de l'empresa d'aparcaments municipals de Tarragona va guanyar en la secció d'obra publicada en mitjans locals i comarcals i a la categoria d'obra inèdita Èric Lluent i el seu reportatge Feina a canvi de llit i menjar: quan l'explotació esdevé oci.[4]
- 2018 - Àlex Font, Natàlia Vila, Albert Cadanet i Albert Martín en la categoria d'obra publicada, per la investigació sobre la guerra econòmica contra el procés amb els temes L'Estat va treure milers de milions de dipòsits dels bancs el 2-O. Pedro Javier Armengou en la categoria d'obra publicada en mitjans locals i comarcals, per Els exempleats de Caixa Sabadell, a ‘l'exili' o al carrer (Diari de Sabadell). I en la categoria d'obra inèdita, Carles Xavier Senso, per César Orquín, un heroi sense matisos a Mauthausen.[5]
- 2019 - Andreu Merino en la categoria d'obra publicada, per El negoci de la misèria: 700 euros per les claus d'un pis ocupat a Barcelona. Jaume Barrull en la categoria d'obra publicada en mitjans locals i comarcals per Boscos, la gestió pendent.[6].
- 2020 - Adrià Soldevila, Sergi Escudero, Sique Rodríguez, en la categoria d'obra publicada, per el “BarçaGate”, publicat a SER Catalunya. Rafa Marrasé, «Si visqués al Camp de Tarragona estaria molt preocupat, no es podia dir que no hi havia núvol tòxic tal com es van fer els mesuraments»: Iqoxe, la contaminació que es va esvair en una nit. publicat a Porta Enrere, el la categoria d'obra publicada a mitjans locals.[7]
- 2021 - Carles Prats i Ricard Belis en la categoria d'obra publicada per Kilowatts d'aigua, el negoci del segle, emès al Sense ficció de TV3, i Miquel Andreu per Una 'revolució' en mans del gran capital, del SomGarrigues, en la categoria d'obra publicada a mitjans locals.[8]
- 2022 - Núria Orriols per la Investigació sobre les llicències per edat al Parlament de Catalunya, publicat al Diari ARA. Júlia Albacar, Andreu Prunera i David Barreda pel documental La llibreta del doctor Gras. I premi amb menció especial per a Rafa Marrasé pel reportatge El benzè i les parades de Repsol.[9]
- 2023 - La Directa en l'àmbit nacional per la seva investigació dels casos d'espionatge d'estat a Barcelona, Girona i València. I el reportatge radiofònic Tarragona, com respires? de Ràdio Tarragona (Neus Jover i Clara Pagès) en l'àmbit local.[10]
- 2024 - El diari Ara en la categoria de mitjans d’àmbit nacional per la investigació de l’origen dels cartells contra els germans Maragall. I el reportatge d’El Cugatenc sobre l’entrada d’Ametller Origen al Mercat Vell de Sant Cugat del Vallès en l'àmbit local i comarcal.[11]